# بيت الورد (الشعر)

تعديل مصدري - تعديل

بيت الورد هي إحدى قرى عزلة العبس بمديرية الشعر التابعة لمحافظة إب، بلغ تعداد سكانها 317 نسمة حسب تعداد اليمن لعام 2004.